# Польская кровь
«Польская кровь» (нем. Polenblut) — оперетта в трёх действиях Оскара Недбала на либретто Лео Штайна по мотивам повести Александра Сергеевича Пушкина «Барышня-крестьянка». Первое представление состоялось 25 октября 1913 года в Карл-театре в Вене.

## Действующие лица
- Пан Ян Заремба, помещик (бас)
- Елена, его дочь (сопрано)
- Граф Болеслав Баранский (тенор)
- Ванда Квасинская, танцовщица Варшавской оперы
- Бронислав фон Попель, друг Баранского (тенор)
- Ядвига, мать Ванды (контральто)

## Сюжет
Граф Болеслав Бараньский (для друзей — Болло) ведёт весьма легкомысленную жизнь и близок к разорению. Его знакомый, помещик Ян Заремба, хотел бы ему помочь, но не желает выбрасывать деньги на ветер. А вот выдать за графа свою дочь Елену он был бы не прочь: дочери не помешает титул, а в том, что ей удастся приструнить мужа-вертопраха, отец не сомневается. Елена, в свою очередь, очарована графом. Но Болло наотрез отказывается жениться: его супруга должна быть не менее знатной, к тому же он сильно увлечён прекрасной танцовщицей Вандой.
Тогда Елена, при помощи друга графа, Бронислава фон Попеля, устраивается в полуразорённое графское имение экономкой под именем Марыня. Она носит крестьянскую одежду и твёрдой рукой наводит порядок: выгоняет приятелей-нахлебников, прекращает частые попойки, ведёт хозяйство… Граф постепенно перевоспитывается и одновременно влюбляется. Осенью оказывается, что собранный урожай великолепен. На устроенном по этому случаю празднике граф объявляет о своём намерении взять Марыню в жёны. Елена признаётся в своём обмане: её жажда мести иссякла, она уверена, что они с Болеславом прекрасно подходят друг другу.

## История
Оперетта «Польская кровь» завоевала довольно большую европейскую популярность. Она неоднократно ставилась и на русской сцене в начале XX века — в частности, в постановке известного режиссёра оперетты и переводчика Константина Дмитриевича Грекова, шла в московском театре Е. В. Потопчиной и в петербургском театре В. И. Пионтковской (на сцене театра «Пассаж», ныне театр им. В. Ф. Комиссаржевской). В главных ролях блистали такие известные артисты оперетты, как Н. Бравин и Н. Дашковский (граф Болеслав), В. Кавецкая (Елена) и многие другие.
Оперетта была дважды экранизирована: в 1934 году вышел фильм работавшего в Германии чешского режиссёра Карела Ламача с его женой Анни Ондра в роли Елены, в 1966 году — телефильм ФРГ режиссёра Вольфганга Либенайнера.